# غزل اجتماعی معاصر
غزل اجتماعی معاصر پژوهشی است در حوزهٔ غزل اجتماعی که توسط مهدی مظفری ساوجی در چهار جلد و در مجموع ۲۵۰۸ صفحه، سال ۱۴۰۱ از سوی انتشارات دیدآور منتشر شده است.
این کتاب ضمن بررسی دگرگونی‌ها و دگردیسی‌های غزل اجتماعی، به شاعران غزل‌سرا پرداخته و نمونه‌های برجستۀ معاصر این گونۀ ادبی را آورده است. مؤلف در جلد نخست ضمن هفت مقاله، به بررسی و تحلیل غزل در ادبیات فارسی، با تمرکز بر تبارشناسی اجتماعی این قالب، از آغاز تا‌کنون پرداخته است. در ادامه گفت‌وگوی مفصل گروس عبدالملکیان با مهدی مظفری ساوجی درباره شعر اجتماعی ادبیات فارسی، به نقل از «رادیو فرهنگ»، منتشر شده. مؤلف در فصل‌های بعدی کتاب، در چهار مجلد، گزیدۀ غزل اجتماعی معاصر را از ۱۲۸۵ (انقلاب مشروطه) تا ۱۳۳۲ (کودتا) «جلد اول»، از ۱۳۳۲ تا ۱۳۵۷ (انقلاب اسلامی) «جلد دوم» و از ۱۳۵۷ تا ۱۴۰۰ «جلد سوم» (در دو مجلد) تدوین و تبویب است. این کتاب بعد از انتشار در سال ۱۳۸۳ و تجدید چاپ‌های متعدد، مورد توجه بسیاری از اهالی قلم و هنر قرار گرفت و صاحب‌نظرانی نظیر محمدرضا شفیعی کدکنی، منوچهر آتشی، اسماعیل خویی، مرتضی کاخی، بهاءالدین خرمشاهی، مفتون امینی، محمدعلی بهمنی، منصور اوجی، ضیاء موحد، مسعود کیمیایی، علی دهباشی، محمدعلی علومی، اسدالله امرایی، کامیار عابدی، فاضل نظری، سعید بیابانکی، ناصر فیض، حسین جنتی، علی‌رضا بدیع و دکتر عبدالحمید ضیایی به معرفی و تحلیل آن پرداختند که برخی از این نظرات در پی‌گفتار چاپ تازۀ این کتاب آمده است. منوچهر آتشی در مقالۀ مفصلی که بعد از انتشار چاپ نخست این اثر در سال ۱۳۸۴، در روزنامه‌ شرق منتشر کرد، با اشاره به اینکه اثر فوق مورد توجه و تحسین دکتر شفیعی کدکنی قرار گرفته و داوری او می‌تواند حجت باشد، به معرفی و تحلیل آن پرداخت. چاپ تازۀ این کتاب با تجدیدنظر اساسی در بخش مقالات و غزل‌های منتخب، منتشر شده است. 

### شب غزل اجتماعی معاصر ایران
به مناسبت انتشار ویراست تازهٔ این کتاب، مجلۀ بخارا، روز یکشنبه، هفتم اسفند ماه، جلسه‌ای با عنوان «شب غزل اجتماعی معاصر ایران» برگزار کرد که در آن صاحب‌نظرانی نظیر علی نصیریان، شمس لنگرودی، علی دهباشی، عبدالحمید ضیایی و مهدی مظفری ساوجی ضمن سخنرانی‌هایی از این کتاب رونمایی کردند.

## دیدگاه دیگران دربارهٔ کتاب «غزل اجتماعی معاصر»
بهاءالدّین خرّمشاهی: این کتاب، یعنی «غزل اجتماعی معاصر»، کتابستان است. کتابی در چهار جلد وزیری و در بیش از دوهزارو پانصد صفحه که هم تاریخ و نقادی است و هم گنجینه‌ای از این گونه غزل.
ضیا موحد: کتاب «غزل اجتماعی معاصر» در ۴ جلد و ۲۵۰۸ صفحه، اثری است به دلایل مختلف بسیار تأمل‌انگیز. مهدی مظفری‌ ساوجی، شاعری با چند دفتر شعرِ موفق، با جوایز متعدد و گفت‌وگوهای خواندنی با نام‌آوران هنر و ادبیات، چهره‌ای است تثبیت‌شده در ادبیات معاصر. دربارۀ غزل‌های منتخب مظفری، حرف و حدیث فراوان است. این غزل‌ها بیشتر سؤال برمی‌انگیزند تا به سؤالی پاسخ دهند و این به خاطر گستردگی کار اوست. کم نیستند خوانندگانی که با این غزل‌ها زندگی کرده‌اند، به‌خصوص که مظفری‌ ساوجی شعرشناس است و انتخاب‌های او دقیق و اغلب از بهترین‌ غزل‌های معاصر زبان فارسی است.
منوچهر آتشی: این کتاب‌ها خونِ پژوهشی دارند و جای‌شان همیشه دمِ دست است، نه کشوهای راکد. کتابِ «غزل اجتماعی معاصر»، از این جنس کتاب‌هاست. خوشحالم که دریافته‌ام جناب دکتر شفیعی کدکنی هم این کار را پسندیده‌اند؛ چراکه او بیش از بسیاران، اهلیّت، دانش و صداقت چنین آثاری را دارد و داوری او می‌تواند حجّت باشد.
فاضل نظری: «غزل اجتماعی معاصر»، به باورِ من یک سیرِ واقع بینانه از تطوّرِ شعر اجتماعی در مقایسه با سایرِ گونه‌های شعر ارائه می‌کند و به نظرم توانسته به شکلی مقبول، تعریفی از این گونه شعر، ارائه کند. انتخاب اشعار این کتاب، انتخاب‌هایی منصفانه و کارشناسانه است.
منصور اوجی: دست مهدی مظفری ساوجی درد نکند گلچینی فراهم آورده که هر شاعری و هر خانه‌ای و هر کتابخانه‌ای بی‌نیاز از آن نیست.
مرتضی کاخی: کتاب «غزل اجتماعی معاصر»، برای دوستداران این‌گونه آثار (که من شخصاً نمونه‌ای از آن را به خاطر ندارم) اثری است خواندنی و تحقیقی و زایندۀ تفحّص و تجسّس فراوان.
سیّد محمود سجّادی: یکی از ویژگی‌های ممتاز منتخبات شعر که «غزل اجتماعی معاصر» نیز مستظهر به آن است، گزینشِ متّکی بر بصیرت، ذوق‌ورزی، بی‌غرضی و پژوهش‌محورانه است. تبویب و تدوین کتاب، طبقِ اصول و آیین نگارش و تألیف و تصنیفِ جدید و نظام‌مند صورت گرفته است.
محمّدعلی بهمنی: آنچه در جذبۀ زیستن با «غزل اجتماعی معاصر»، با اطمینان می‌توان گفت، مفید و ماندگار بودن است، که به راستی دقایق این گزینه، آن قدرها هست که نه تنها خوانندۀ کتاب، بلکه قفسۀ کتاب‌های مأخذ را برای همیشه خشنود خواهد کرد.
مسعود کیمیایی: خواندنِ کتاب «غزل اجتماعی معاصر»، در ده سال هم که شده، می‌ارزد به رازهای شعرِ قدیم و می‌ارزد به دانستگیِ نقش غزل در لایه‌های ادبیات ما. غزل‌های زنده را این اثر و این کتاب به یاد می‌آورد. به یاد می‌آورد که پیشانیِ ادبیات ما «نوشتی» بلند به غزل داده است.
سعید بیابانکی: همهٔ اشعارِ این کتاب دربارۀ مفاهیمِ اجتماعی و دردهای روزگار است. «غزل اجتماعی معاصر»، مرجعِ مناسبی است برای کسانی که می‌خواهند با غزلِ اجتماعی و سیرِ تحوّلات و تغییرات آن آشنا شوند.

## مطالب وابسته
ویژنامهٔ "چراغ‌های رابطه"(١) در معرّفی دورۀ چهار جلدی "غزل اجتماعی معاصر"، منتشر شده که محتوای آن شامل آثار و گفتاری از صاحب‌نظران ادبیات فارسی است، از جمله: محمّدرضا شفیعی کدکنی، منوچهر آتشی، مسعود کیمیایی، اسماعیل خویی، مرتضی کاخی، بهاءالدین خرّمشاهی، ضیاء موحّد، شمس لنگرودی، علی نصیریان، مفتون امینی، محمّدعلی بهمنی، علی دهباشی، محمّدعلی علومی، اسداللّه امرایی، منصور اوجی، کامیار عابدی، فاضل نظری، عبدالحمید ضیایی، سعید بیابانکی، ایرج زبردست، حسین جنّتی و علی‌رضا بدیع؛ به‌همراهِ گفت‌وگوی گروس عبدالملکیان با مؤلّف کتاب، ناشر: دیدآور، با همکاری مجلّۀ بخارا و خانۀ اندیشمندان علوم انسانی، ۱۴۰۲.